# 안진경 (709년)
안진경(顏眞卿, 옌전칭, 709년 ~ 785년)은 중국 당나라(唐) 때의 대신이자 명필가이다.

## 생애
709년에 안소보(顏昭甫)의 아들인 안유정(顏惟貞)의 아들로 태어났다.
현종(玄宗) 때 평원태수(平原太守)로 있을 무렵, 안녹산의 난이 일어나자 사촌형인 안고경(顏杲卿)과 함께 의용병을 모집하여 난의 진압에 참여한 바 있다. 그러나 안고경은 안녹산에게 욕을 퍼붓다가 사로잡혀 처형되었다.
훗날 덕종(德宗) 건중(建中) 4년(783년), 회서(淮西)에서 이희열(李希烈)이 반란을 일으켜 그 기세가 등등하자 덕종이 당시 당나라의 재상이었던 노기(盧杞)에게 대책을 물었다. 그러자 노기가 안진경을 보내어 그들을 설복시킬 것을 추천했고, 덕종은 그의 제안을 받아들여 안진경에게 허주(許州, 하남성 허창시)로 가서 이희열을 위무하도록 명했다. 사실 노기는 안진경을 시기하고 있었는데, 이와 같이 안진경을 추천한 것은 그를 곤경에 빠뜨리기 위함이었다.
안진경이 이희열을 설득하러 가서 허주에 도착하여 이희열에게 황제의 뜻을 전하고 돌아가려 할 즈음, 마침 이원평(李元平)이 그 자리에 있자 안진경이 그를 대갈일성 꾸짖으니 이원평은 이희열에게 비밀 서신을 보내 안진경을 돌려보내지 말도록 했다.
그 이후 안진경은 3년 동안이나 감금당하였다가 이희열이 드디어 황제에 올라 국호를 대초(大楚)로 정하고 연호를 무성(武成)으로 고쳤다. 그로부터 며칠이 지난 어느 날, 이희열이 마침내 안진경을 사형에 처하기로 결정하였고, 이어서 사자를 보내 밧줄로 안진경을 교살하고 말았다.
국가의 혼란 중에도 변치 않았던 강직한 성품은 그가 남긴 여러 서예 작품의 필체에 잘 반영되어 있다. 글씨에도 뛰어나 구양순·우세남·저수량 등과 함께 당나라 서예의 4대가로 불린다. 저서로 <안로공집>이 있으며, 글씨로 <다보탑비>, <안씨가 묘비>, <화엄첩>, <수서첩>, <안근례비> 등이 있다.

## 관련 인물
- 안량
- 안회

## 같이 보기
- 당나라